# Philipp Heinrich Friedlieb

Philipp Heinrich Friedlieb

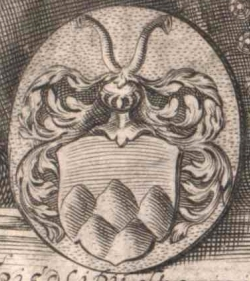
Wappen Friedlieb

Philipp Heinrich Friedlieb (* 1603 in Osnabrück; † 10. September 1663 in Stralsund) war ein deutscher lutherischer Theologe.

## Leben
Philipp Heinrich Friedlieb war der Sohn des Osnabrücker Stadtrichters Jodokus Friedlieb. Er wurde 1624 an der Universität Greifswald immatrikuliert und erhielt ein Jahr später den Magistergrad. Im Jahre 1627 wurde Friedlieb in Greifswald zum ordentlichen Professor der Logik und Metaphysik ernannt und blieb zwei Jahre in diesem Amt.
Im Oktober 1630 heiratete er Margarethe Schlomann. Er zog im selben Jahr nach Stralsund und erhielt dort das Pastorat an St. Jakobi.
1632 erlangte Friedlieb an der Universität Rostock den theologischen Lizentiaten- und 1637 den Doktorgrad.
1659 wurde Friedlieb dann Superintendent in Stralsund. Ein Jahr darauf heiratete er in zweiter Ehe Gertrud Erhorn.

## Werke (Auswahl)
- Disputationes ethicae in libros Aristotelis (1625)
- De natura logicae (1625)
- De universalibus in praedicando (1628)
- Acht Predigten über I. Corinth. 15 (1640)
- Gespräche zwischen einem Papisten und Lutheraner nach Anleitung der IV Tomorum Bellarmini (1644)
- Eschatologia seu Florilegium theologicum exhibens locorum de morte, resurrectione mortuorum, extremo iudicio, consummatione saeculi, inferno seu morte aeterna et denique vita aeterna (1644)
- Loci theologici (1645)
- Theologia exegetica veteris et novi Testamenti (1649)
- Photinianische Wolfs-Klauen (1662)
- Medulla theologiae (1663)